# 알골형 변광성
알골형 변광성(Algol variable) 또는 알골형 쌍성(Algol-type binary)은 식쌍성의 일종이다. 알골형 쌍성은 로슈엽을 채우지 않는 주계열성과 로슈엽을 채우는 주계열을 벗어난 동반성(더 차갑고, 어둡고, 크고, 질량은 작음)으로 이루어져 있다. 동반성이 먼저 로슈엽을 채웠음은 동반성의 진화가 더 빠르게 일어났음을 의미하며 이는 곧 처음에는 동반성의 질량이 처음에는 더 컸음을 의미한다. 그러다 빠른 질량 교환의 결과 로슈엽을 채운 동반성은 주계열 동반성보다 질량이 작아졌을 것이다.
차가운 동반성이 뜨거운 동반성 앞을 지나가게 되면 뜨거운 동반성의 빛이 가려지면서 지구에서 보았을 때 쌍성계의 총 밝기가 일시적으로 감소한 것처럼 보인다. 이때를 주극소(primary minimum)라고 한다. 한편 뜨거운 동반성이 차가운 동반성 앞을 지나갈 때도 밝기가 감소하지만 주극소만큼 감소하지는 않는다. 이때를 부극소(secondary minimum)라고 한다.
변광주기, 또는 두 주극소 사이의 시간간격은 상당한 기간(개월에서 년 단위)에 걸쳐 일정하게 유지된다. 변광주기는 쌍성을 이루는 두 동반성이 서로를 공전하는 주기에 의해 결정된다. 대부분의 알골형 변광성은 동반성 사이의 거리가 매우 가깝고, 따라서 주기가 수 일 정도로 짧다. 지금까지 발견된 알골형 변광성 중 주기가 가장 짧은 것은 처녀자리 HW로 그 변광주기는 0.1167일(~2.48 시간)에 불과하다. 가장 긴 것은 마차부자리 엡실론으로 변광주기 9892일(27년)이다. 오랜 시간이 흐르면서 여러 효과에 의해 주기가 변할 수 있다. 일부 알골형 쌍성에서는 동반성 간 거리가 너무 가까워서 질량이동이 일어나 주기가 증가하기도 한다. 그 외에 주기에 영향을 미칠 수 있는 경우로는 동반성 중 한 쪽이 자기적으로 활동적인 경우, 이심률이 높은 궤도로 쌍성 주위를 도는 제3의 동반성이 존재할 경우 등이 있다.